# Ейнар Карасон
Ейнар Карасон (ісл. Einar Kárason; нар. 24 листопада 1955, Рейк'явік, Ісландія) — ісландський письменник.

## Біографія
З 1975 по 1978 роки Карасон вивчав літературознавство в Університеті Ісландії. З 1978 року він живе і працює як вільний письменник у Рейк'явіку. Він є дуже активним членом у Ісландській спілці письменників, яку очолював з 1998 по 1992 роки. З 1985 року він є одним із керівників і організаторів літературного фестивалю у Рейк'явіці. 27 січня 2009 року Карасон отримав Ісландську літературну премію за свій новий роман «Примирення і обурення» (Ofsi, 2008).

## Творчість
Карасон розпочав свою кар'єру письменника, публікуючи вірші в літературних журналах (1978–80). Пізніше він також почав писав романи; свій перший роман автор опублікував у 1981 році. Найвідомішою стала його «Трилогія про бараки», яка відбувається у пролетарському середовищі Рейк'явіка. Письменник також відомий своїм романом «Чортів острів»; книга була адаптована для зйомки фільму, який вийшов у 1996 році.
У книзі «Ворожа земля» він пише про сімейний клан Стурленґар і боротьбу вікінгів Ісландії за правління країною.

### Романи
- Þetta eru asnar Guðjón, 1981
- Чортів острів (Þar sem djöflaeyjan rís), 1983
- Золотий острів (Gulleyjan), 1985
- Обіцяна земля (Fyrirheitna Landið), 1989
- Дурна чоловіча порада (Heimskra manna ráð), 1992
- Ісландська мафія (Kvikasilfur), 1994
- Північне сяйво (Norðurljós), 1998
- Ворожа земля (Óvinafagnaður), 2001
- Шторм (Stormur), 2003
- Примирення і обурення (Ofsi), 2008
- Поет (Skáld), 2012
- Skálmöld, 2014
- Passíusálmarnir, 2016
- Грозові птахи (Stormfuglar), 2018